# Unterseeboot 95 (1940)
Pour les articles homonymes, voir Unterseeboot 95.
Le Unterseeboot 95 (ou U-95) est un sous-marin allemand (U-Boot) de type VII.C construit pour la Kriegsmarine pendant la Seconde Guerre mondiale.

## Construction
L'U-95 est issu du programme 1937-1938 pour une nouvelle classe de sous-marins océaniques. Il est de type VII C lancé entre 1936 et 1940. Construit dans les chantiers de Friedrich Krupp Germaniawerft AG à Kiel, la quille du U-95 est posée le 16 septembre 1939 et il est lancé le 18 juillet 1940. L'U-95 entre en service un mois et demi plus tard.

## Historique
En service le 31 août 1940, l'U-95 est affecté comme navire-école pour la formation des équipages, à la 7. Unterseebootsflottille à Kiel.

Le 1er novembre 1940, l'U-95 devient opérationnel dans la 7. Unterseebootsflottille à Kiel, puis à Saint-Nazaire.
Pour sa première patrouille de guerre, il quitte le port de Kiel le 20 novembre 1940, sous les ordres du commandant Gerd Schreiber. Après dix-sept jours en mer et trois navires marchands coulés pour un total de 11 536 tonneaux, il arrive à la base sous-marine de Lorient le 6 décembre 1940.
L'Unterseeboot 95 totalise sept patrouilles ainsi que la destruction de huit navires marchands pour un total de 43 392 tonneaux ; il a également endommagé quatre navires marchands pour un total de 27 916 tonneaux, en 184 jours en mer.
Pour sa septième patrouille, l'U-95 quitte la base sous-marine de Lorient le 19 novembre 1941 toujours sous les ordres de Gerd Schreiber. Après dix jours en mer, l'U-95 est coulé le 28 novembre 1941 en Méditerranée, au sud-ouest d'Almeria à la position géographique de 36° 24′ N, 3° 20′ O par une torpille du sous-marin hollandais HrMs O-21. 
Trente-cinq des quarante-sept membres d'équipage meurent dans cette attaque. Les douze sous-mariniers survivants, dont le Commandant, sont recueillis par son attaquant, le sous-marin hollandais HrMs O-21, comme prisonniers de guerre.

## Affectations
- 7. Unterseebootsflottille à Kiel du 31 août au 1er novembre 1940 (entrainement)
- 7. Unterseebootsflottille à Saint-Nazaire du 1er novembre 1940 au 28 novembre 1941 (service actif)

## Commandement
- Kapitänleutnant  Gerd Schreiber du 31 août 1940 au 28 novembre 1941

Nota: Les noms de commandants sans indication de grade signifie que leur grade n'est pas connu avec certitude à notre époque à la date de la prise de commandement.

## Patrouilles
|       | Commandant     | Départ           | Départ        | Arrivée           | Arrivée       | Jours     | Succès   |
| ----- | -------------- | ---------------- | ------------- | ----------------- | ------------- | --------- | -------- |
| 1     | Gerd Schreiber | 20 novembre 1940 | Kiel          | 6 décembre 1940   | Lorient       | 17 jours  | 11 536   |
| 2     | Gerd Schreiber | 16 décembre 1940 | Lorient       | 14 janvier 1941   | Lorient       | 30 jours  | 12 823   |
| 3     | Gerd Schreiber | 16 février 1941  | Lorient       | 19 mars 1941      | Saint-Nazaire | 32 jours  | 21 246   |
| 4     | Gerd Schreiber | 12 avril 1941    | Saint-Nazaire | 13 mai 1941       | Saint-Nazaire | 32 jours  | 4 873    |
| 5     | Gerd Schreiber | 30 juin 1941     | Saint-Nazaire | 31 juillet 1941   | Saint-Nazaire | 32 jours  | 5 419    |
| 6     | Gerd Schreiber | 21 août 1941     | Saint-Nazaire | 20 septembre 1941 | Lorient       | 31 jours  | 434      |
| 7     | Gerd Schreiber | 19 novembre 1941 | Lorient       | 28 novembre 1941  | Coulé         | 10 jours  |          |
| Total | Total          | Total            | Total         | Total             | Total         | 184 jours | 56 331 t |

Nota: Les noms de commandants sans indication de grade signifie que leur grade n'est pas connu avec certitude à notre époque à la date de la prise de commandement.

Note : Kptlt. = Kapitänleutnant - Oblt. = Oberleutnant zur See

### Opérations Wolfpack
L'U-95 a opéré avec les Wolfpacks (meutes de loup) durant sa carrière opérationnelle:
1. Bosemüller (28 août 1941 - 2 septembre 1941)
2. Seewolf (2 septembre 1941 - 14 septembre 1941)

## Navires coulés
L'Unterseeboot 95 a coulé 8 navires marchands pour un total de 43 392 tonneaux et a endommagé 4 navires marchands pour un total de 27 916 tonneaux lors de ses 7 patrouilles (184 jours en mer) qu'il effectua.
| Date             | Nom         | Nationalité | Tonnage (GRT) | Fait      |
| ---------------- | ----------- | ----------- | ------------- | --------- |
| 27 novembre 1940 | Irene Maria | Royaume-Uni | 1 862         | Coulé     |
| 28 novembre 1940 | Ringhorn    | Norvège     | 1 298         | Endommagé |
| 2 décembre 1940  | Conch       | Royaume-Uni | 8 376         | Endommagé |
| 26 décembre 1940 | Waiotira    | Royaume-Uni | 12 823        | Endommagé |
| 24 février 1941  | Cape Nelson | Royaume-Uni | 3 807         | Coulé     |
| 24 février 1941  | Svein Jarl  | Norvège     | 1 908         | Coulé     |
| 24 février 1941  | Temple Moat | Royaume-Uni | 4 427         | Coulé     |
| 2 mars 1941      | Pacific     | Royaume-Uni | 6 034         | Coulé     |
| 5 mars 1941      | Mursjek     | Suède       | 5 070         | Coulé     |
| 3 mai 1941       | Taranger    | Royaume-Uni | 4 873         | Coulé     |
| 20 juillet 1941  | Palma       | Royaume-Uni | 5 419         | Endommagé |
| 6 septembre 1941 | Trinidad    | Panama      | 434           | Coulé     |